# Westinghouse J32
Pour les articles homonymes, voir J32.
Le Westinghouse J32 était un petit turboréacteur, développé par la compagnie américaine Westinghouse Aviation Gas Turbine Division (en) au milieu des années 1940.

## Conception et développement
Le développement du 9.5A (désignation militaire J32-WE-2) commença fin 1942, et Westinghouse livra le premier moteur à l’US Navy au milieu de l'année 1944. La marine militaire américaine sélectionna le 9.5A pour propulser les missiles air-air Gorgon II-B et III-B (en), mais ces applications n'eurent finalement jamais lieu.
Une version améliorée, le 9.5B, propulsa le drone-cible à haute vitesse Martin TD2N-1 Gorgon (en), qui vola avec succès en 1945. Le coût élevé du moteur et des retards permanents dans le développement menèrent à l'abandon du programme TD2N-1 en 1946. En tout, Westinghouse fabriqua 44 moteurs, 24 de la série 9.5A et 20 de la série 9.5B. Malgré une utilisation plutôt limitée et brève, ils constituèrent la première famille de petits turboréacteurs développés et fabriqués avec succès aux États-Unis.

## Versions
- J32 : Désignation militaire du 9.5 ;
- Westinghouse 9.5A : Désignation interne à la compagnie du J32, le chiffre indiquant le diamètre en pouces ;
- Westinghouse 9.5B : Version améliorée du 9.5A

## Applications
- Drone-cible à haute vitesse Martin TD2N-1 Gorgon (en)

## Exemplaires exposés
Un 9.5A/J32 est visible exposé en coupe au Steven F. Udvar-Hazy Center, à Washington D.C..